# ديدم
ديدم (بالتركية: Didim)‏ هي مدينة تركية صغيرة، تقع على الساحل الغربي لتركيا ومطلة على بحر إيجة، لذلك تعتبر منتجع شعبي وسياحي. تقع المدينة ضمن محافظة أيدين وتبعد عن مركز المحافظة مدينة أيدين 123 كم. تحتوي المدينة على الموقع الأثري ديديما القديمة والذي يحتوي معبد أبولو المدمر.

## السياحة
أصبحت مدينة ديدم منطقة جذب سياحي لما تمتلكه من ساحل رملي طويل على بحر إيجه، وطبيعتها الخلابة، وتراثها القديم، ومناخها المتوسطي المعتدل، حيثُ يكون شمسها ساطعة وشتائها دافئ. وساعدت التحديثات الجديدة للطرق لسهولة الوصول إليها من مدينة بودروم ومطار إزمير.
أصبحت ديدم منطقة لشراء المنازل الصيفية للعائلات الغنية منذ بداية الثمانينات، فبدأ أهل أنقرة بشراء منازل خاصة بهم للاستجمام هناك، كما بدأ الأتراك الذين يعيشون في أوروبا شراء العقارات هناك، وكذلك البريطانيين. كل ذلك ساهم برفع أسعار العقارات فيها لأرقام قياسية.

## مدن التوأمة
- أتلانتا، الولايات المتحدة
- شيتاغونغ، بنغلادش
- كانو، نيجيريا
- جبل طارق
- بريانسك، روسيا
- نوردكاب، النرويج
- ساره، تشاد
- باتا، غينيا الاستوائية
- بو، سيراليون